# Guarda Nacional Croata (1991)
A Guarda Nacional Croata (em croata:  Zbor narodne garde ou ZNG) foi uma força armada estabelecida pela Croácia em abril e maio de 1991 durante a Guerra da Independência da Croácia. Embora tenha sido criado no âmbito do Ministério do Interior por motivos legais, o ZNG estava sob o comando direto do Ministério da Defesa. Foi encarregado da proteção das fronteiras e do território da Croácia e de tarefas normalmente associadas às forças policiais. A ZNG foi formada com a transferência de unidades policiais especiais para a ZNG, estabelecendo quatro brigadas totalmente profissionais em maio de 1991, e foi apresentada ao público num desfile militar em Zagreb no dia 28 de maio. Foi comandado pelo Ministro da Defesa, General Martin Špegelj, antes de sua renúncia no início de agosto. Špegelj foi substituído pelo General Anton Tus, que se tornou o primeiro chefe do Estado-Maior General das Forças Armadas da República da Croácia (estabelecido em 21 de setembro).
Durante o seu desenvolvimento, o ZNG enfrentou uma série de problemas, incluindo escassez de armas e munições, falta de uniformes, formação inadequada e uma deficiência geral de oficiais treinados, e trabalho de pessoal e estruturas de comando deficientes (impedindo a coordenação eficaz de múltiplas unidades). Estes problemas foram compensados por um bom moral, objectivos claros e elevados níveis de mobilização. Após a Batalha do Quartel, o ZNG expandiu-se significativamente com armas capturadas do Exército Popular Iugoslavo (Jugoslovenska Narodna Armija). No final de outubro, 60 novas brigadas e batalhões independentes foram estabelecidos e, em 3 de novembro, o ZNG foi renomeado como Exército Croata (Hrvatska vojska).

## Antecedentes
Em 1990, após a derrota eleitoral do governo da República Socialista da Croácia pela União Democrática Croata (em croata:  Hrvatska demokratska zajednica, HDZ), as tensões étnicas entre croatas e sérvios croatas pioraram.  O Exército Popular Iugoslavo (Jugoslavenska narodna armija – JNA) acreditava que a Croácia usaria as Forças de Defesa Territorial Croata (Teritorijalna obrana – TO) equipamento para construir o seu próprio exército e enfrentar o JNA.  Para minimizar a resistência esperada, o JNA confiscou as armas do TO.  Em 17 de agosto, as tensões se transformaram em uma revolta aberta dos sérvios croatas,  centrada nas áreas predominantemente povoadas por sérvios do interior da Dalmácia, perto da cidade de Knin, no sul,  em partes das regiões de Lika, Kordun e Banovina e no leste da Croácia.  Estabeleceram um Conselho Nacional Sérvio em Julho de 1990 para coordenar a oposição à política do presidente croata Franjo Tuđman de prosseguir a independência da Croácia. Milan Babić, um dentista de Knin, foi eleito presidente e o chefe de polícia de Knin, Milan Martić, estabeleceu milícias paramilitares. Os dois homens acabaram se tornando os líderes políticos e militares do SAO Krajina, um estado autodeclarado que incorpora as áreas habitadas pelos sérvios da Croácia. 
O JNA tomou conhecimento da intenção da Croácia de desenvolver a sua própria força militar através do capitão do JNA, Vladimir Jager, um agente duplo empregado pela Croácia e pelo Serviço de Contraespionagem do JNA (KOS). O JNA concebeu a Operação Shield (Štit), destinada a desarmar as forças croatas e a prisão e julgamento da liderança croata, em resposta. Embora a operação tenha sido preparada em dezembro de 1990, o ministro federal da Defesa, general Veljko Kadijević, nunca solicitou autorização da Presidência iugoslava para realizá-la. Em vez disso, ele ordenou que o KOS se retirasse na manhã em que a operação estava programada para começar. 
No início de 1991, a Croácia não tinha um exército regular e, para reforçar a sua defesa, a Croácia duplicou o tamanho da sua força policial para cerca de 20.000. A parte mais eficaz da força era a polícia especial de 3.000 homens, implantada numa organização militar de 12 batalhões; além disso, havia 9.000–10.000 policiais de reserva organizados regionalmente. Embora a polícia reserva estivesse constituída em 16 batalhões e 10 companhias, faltavam-lhes armas (que eram necessárias para armar as tropas). 

## História

### Estabelecimento

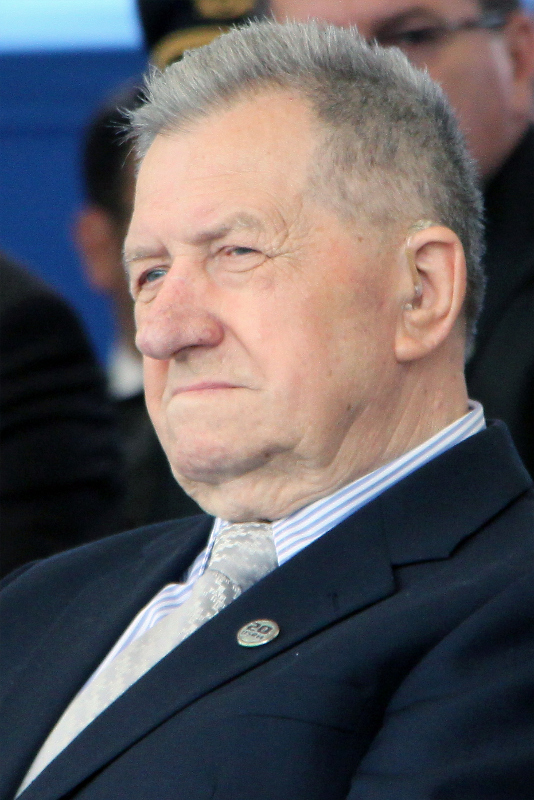
O general Martin Špegelj comandou a Guarda Nacional Croata após a sua criação.

Os preparativos para o ZNG começaram em 12 de abril de 1991. A sua formação como força policial com capacidade militar foi considerada necessária pelas autoridades croatas após os confrontos de Março em Pakrac e nos Lagos Plitvice e a possibilidade de novos confrontos com o JNA. Dado que era ilegal estabelecer forças militares separadas numa república constituinte da Jugoslávia, o ZNG foi planeado como parte da força policial subordinada ao Ministério do Interior. O Parlamento alterou a Lei dos Assuntos Internos em 18 de Abril e a ZNG foi formalmente criada cinco dias depois. Foi encarregado de proteger a ordem constitucional, manter a ordem pública, realizar operações antiterroristas, proteger as fronteiras, o território, a costa e as águas territoriais da Croácia, estruturas valiosas e indivíduos de alto perfil. Embora a ZNG estivesse formalmente subordinada ao Ministério do Interior, a sua legislação fundadora estipulava que seria comandada pelo Ministério da Defesa. 
Em 5 de maio, foi determinado o número de tropas do ZNG e a sua composição, seguido de orientações operacionais emitidas pelos Ministros da Defesa e do Interior, Martin Špegelj e Josip Boljkovac, para a transferência de pessoal policial para o ZNG em 10 de maio. Até 15 de maio, várias unidades especiais de polícia (SPUs) foram transferidas para a ZNG, formando quatro brigadas.  Em julho, a ZNG tinha aproximadamente 8.000 soldados e, ao contrário de outras forças croatas, estava totalmente equipada com armas ligeiras.  A força policial de reserva, que totalizava cerca de 39 mil em Abril, também foi transferida para brigadas de reserva ZNG e batalhões independentes.  Em 18 de maio, o Batalhão Zrinski foi estabelecido como uma unidade de forças especiais do ZNG, sendo seu núcleo composto por 27 voluntários oriundos da SPU Kumrovec. Inicialmente, também contou com ex-tropas da Legião Estrangeira Francesa.  Em julho, a força de reserva de 40.000 soldados ZNG foi designada para 19 brigadas e 14 batalhões independentes; no entanto, eles não possuíam armas pesadas ou leves suficientes para todo o seu pessoal. A polícia croata tinha aproximadamente 15.000 armas ligeiras, com menos de 30.000 armas adicionais obtidas no estrangeiro até Agosto. 
No dia 28 de maio, o ZNG foi apresentado ao público em um desfile militar no Estádio da Rua Kranjčevićeva para levantar o moral. O desfile contou com aproximadamente 800 soldados, uma dúzia de sistemas antiaéreos, carros blindados e vários veículos blindados de transporte de pessoal; a Guarda Presidencial e Alkars também participaram. 
| Unidade               | Apelido          | Fundação              | Comandante     |
| --------------------- | ---------------- | --------------------- | -------------- |
| 1ª Brigada de Guardas | Tigres (Tigrovi) | 5 de novembro de 1990 | Josip Lucić    |
| 2ª Brigada de Guardas | Trovão (Gromovi) | 15 de maio de 1991    | Božo Budimir   |
| 3ª Brigada de Guardas | Martens (Kune)   | 29 de abril de 1991   | Eduard Bakarec |
| 4ª Brigada de Guardas | Aranhas (Pauci)  | 28 de abril de 1991   | Ivo Jelić      |

### Problemas de desenvolvimento
Para comandar unidades individuais, comandos regionais do ZNG foram estabelecidos no leste da Eslavônia, na área de Banovina-Kordun, em Lika, no centro e norte da Dalmácia, no sul da Dalmácia e em Zagreb no final de julho e agosto. Os quartéis-generais de crise, que também tinham autoridade de comando das unidades ZNG, foram estabelecidos até ao nível municipal.  A estrutura de comando era particularmente deficiente, impedindo uma coordenação eficaz entre as unidades.  Embora os muitos quartéis-generais de crise tivessem um alto nível de autoridade, eles eram compostos por políticos com pouco (ou nenhum) treinamento militar além do serviço no JNA. Várias unidades destacadas para uma única área muitas vezes não tinham autoridade para coordenar as suas atividades. Os sistemas de comando TO foram reativados em alguns lugares (como Zagreb), melhorando um pouco a situação. 
Outros problemas enfrentados pelo ZNG incluíam a escassez de oficiais treinados, o treinamento inadequado das tropas, a escassez de armas e especialmente a escassez de munições. Contudo, a mobilização revelou-se particularmente bem-sucedida e as tropas eram abundantes; em Zagreb, aproximadamente 80 por cento dos convocados em Setembro e Outubro apresentaram-se para serviço. O ZNG estava com falta de uniformes; 20 por cento dos convocados em Zagreb durante este período receberam uniformes, enquanto o restante lutou à paisana. A ZNG também dependia da infra-estrutura civil para alimentação, combustível e cuidados médicos. 
Špegelj foi substituído por Šime Đodan como Ministro da Defesa em julho. Ele permaneceu no comando do ZNG até 3 de agosto, quando renunciou devido à recusa de Tuđman em autorizar ataques contra o quartel do JNA.  Após a renúncia de Špegelj, o comando do ZNG foi confiado ao General Anton Tus. 

### Transição para o exército croata

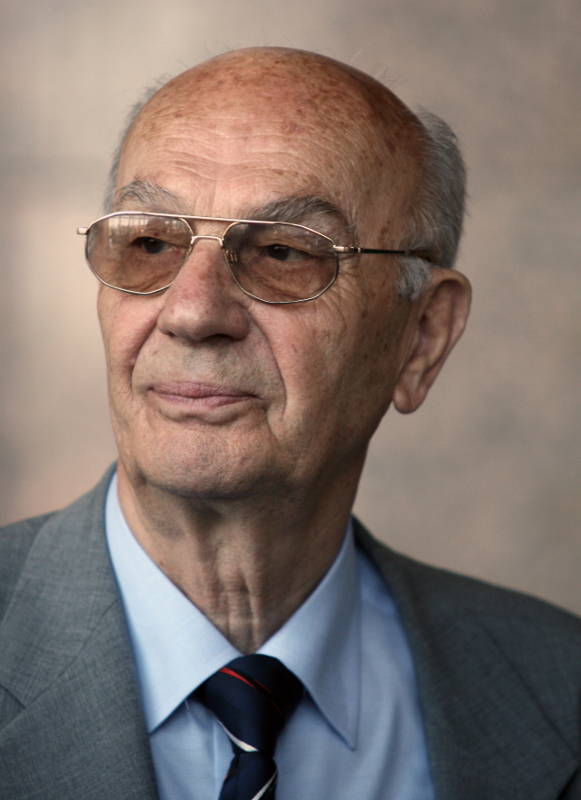
General Anton Tus, o primeiro chefe do Estado-Maior General das Forças Armadas da República da Croácia

Em meados de setembro os comandos regionais foram substituídos por seis zonas operacionais, sediadas em Osijek, Bjelovar, Zagreb, Karlovac, Rijeka e Split .  As zonas possuíam força desigual; os da Eslavônia e da Dalmácia estavam fortemente equipados, e a zona de Zagreb tinha o dobro da força média das tropas.  Depois de capturar um estoque de armas durante a Batalha do Quartel, o ZNG expandiu-se para 60 brigadas de reserva e batalhões independentes até o final de outubro (além das quatro brigadas de guardas totalmente profissionais).  Embora cada brigada tenha sido planejada para ter 1.800 soldados, na realidade seu tamanho variava de 500 a 2.500.  Três batalhões de forças especiais nomeados também foram estabelecidos dentro do ZNG (além do Batalhão Zrinski): os Batalhões Frankopan, Kralj Tomislav e Matija Vlačić. 
| Zona Operacional | Quartel general | Comandante                   |
| ---------------- | --------------- | ---------------------------- |
| 1º Osijek        | Osijek          | Brigadeiro Karl Gorinšek     |
| 2º Bjelovar      | Bjelovar        | Brigadeiro Miroslav Jezerčić |
| 3º Zagrebe       | Zagrebe         | Brigadeiro Stjepan Mateša    |
| 4º Karlovac      | Bjelovar        | Brigadeiro Izidor Češnjaj    |
| 5º Rijeka        | Rijeka          | Brigadeiro Anton Rački       |
| 6ª Divisão       | Dividir         | Brigadeiro Mate Viduka       |

| Unidade                              | Zona Operacional | Estabelecimento  | Quartel general   |
| ------------------------------------ | ---------------- | ---------------- | ----------------- |
| 100ª Brigada de Infantaria           | 3ª Zagreb        | Junho de 1991    | Zagreb            |
| 101ª Brigada de Infantaria           | 3ª Zagreb        | Junho de 1991    | Zagreb            |
| 105ª Brigada de Infantaria           | 2nd Bjelovar     | Junho de 1991    | Bjelovar          |
| 106ª Brigada de Infantaria           | 1ª Osijek        | Junho de 1991    | Osijek            |
| 107ª Brigada de Infantaria           | 1ª Osijek        | Junho de 1991    | Valpovo           |
| 108ª Brigada de Infantaria           | 1ª Osijek        | Junho de 1991    | Slavonski Brod    |
| 109ª Brigada de Infantaria           | 1ª Osijek        | Junho de 1991    | Vinkovci          |
| 110ª Brigada de Infantaria           | 4ª Karlovac      | Junho de 1991    | Karlovac          |
| 112ª Brigada de Infantaria           | 6ª Split         | Junho de 1991    | Zadar             |
| 113ª Brigada de Infantaria           | 6ª Split         | Junho de 1991    | Šibenik           |
| 114ª Brigada de Infantaria           | 6ª Split         | Junho de 1991    | Split             |
| 111ª Brigada de Infantaria           | 5ª Rijeka        | Junho de 1991    | Rijeka            |
| 103ª Brigada de Infantaria           | 3ª Zagreb        | Agosto de 1991   | Zabok             |
| 104ª Brigada de Infantaria           | 2ª Bjelovar      | Agosto de 1991   | Varaždin          |
| 99ª Brigada de Infantaria            | 3ª Zagreb        | Agosto de 1991   | Zagreb            |
| 204ª (ou 124ª) Brigada de Infantaria | 1st Osijek       | Setembro de 1991 | Vukovar           |
| 115ª Brigada de Infantaria           | 6ª Split         | Outubro de 1991  | Imotski           |
| 117ª Brigada de Infantaria           | 2ª Bjelovar      | Outubro de 1991  | Koprivnica        |
| 118ª Brigada de Infantaria           | 5ª Rijeka        | Outubro de 1991  | Gospić            |
| 119ª Brigada de Infantaria           | 5ª Rijeka        | Outubro de 1991  | Pula              |
| 123ª Brigada de Infantaria           | 1ª Osijek        | Outubro de 1991  | Požega            |
| 125ª Brigada de Infantaria           | 3ª Zagreb        | Outubro de 1991  | Novska            |
| 126ª Brigada de Infantaria           | 6ª Split         | Outubro de 1991  | Sinj              |
| 127ª Brigada de Infantaria           | 2ª Bjelovar      | Outubro de 1991  | Virovitica        |
| 128ª Brigada de Infantaria           | 5ª Rijeka        | Outubro de 1991  | Rijeka            |
| 129ª Brigada de Infantaria           | 4ª Karlovac      | Outubro de 1991  | Karlovac          |
| 130ª Brigada de Infantaria           | 1ª Osijek        | Outubro de 1991  | Osijek            |
| 131ª Brigada de Infantaria           | 1ª Osijek        | Outubro de 1991  | Županja           |
| 132ª Brigada de Infantaria           | 1ª Osijek        | Outubro de 1991  | Našice            |
| 133ª Brigada de Infantaria           | 5ª Rijeka        | Outubro de 1991  | Otočac            |
| 134ª Brigada de Infantaria           | 6ª Split         | Outubro de 1991  | Biograd na Moru   |
| 137ª Brigada de Infantaria           | 4ª Karlovac      | Outubro de 1991  | Duga Resa         |
| 138ª Brigada de Infantaria           | 5ª Rijeka        | Outubro de 1991  | Delnice           |
| 145ª Brigada de Infantaria           | 3ª Zagreb        | Outubro de 1991  | Zagreb–Dubrava    |
| 148ª Brigada de Infantaria           | 3ª Zagreb        | Outubro de 1991  | Zagreb–Trnje      |
| 150ª Brigada de Infantaria           | 3ª Zagreb        | Outubro de 1991  | Zagreb–Trešnjevka |
| 150ª Brigada de Infantaria           | 3ª Zagreb        | Outubro de 1991  | Zagreb–Črnomerec  |
| 153ª Brigada de Infantaria           | 3ª Zagreb        | Outubro de 1991  | Velika Gorica     |

Em 20 de Setembro, o Parlamento promulgou a Lei de Defesa, especificando que a ZNG e o Exército Croata (Hrvatska vojska – HV) constituíam as Forças Armadas da República da Croácia. Ao mesmo tempo, as forças armadas estavam formalmente subordinadas ao Ministério da Defesa e não ao Ministério do Interior. A legislação também designou as unidades de reserva TO como parte constituinte da força de reserva ZNG.  No dia seguinte foi criado o Estado-Maior General das Forças Armadas da República da Croácia, chefiado por Tus.  Em 8 de Outubro (dia em que a Croácia declarou a sua independência) a Lei da Defesa foi alterada, com a ZNG redefinida como parte da HV. As unidades de reserva da ZNG tornaram-se a reserva HV, denominada Guarda Nacional (Domobranstvo), deixando a ZNG uma força totalmente profissional.  O ZNG foi renomeado como HV em 3 de novembro de 1991. 

### Serviço
As unidades ZNG participaram de uma série de batalhas significativas no início da guerra, na tentativa de conter as forças iugoslavas. Estas incluem as batalhas de Gospić,  Šibenik  e Zadar,  onde o ZNG defendeu cidades em Lika e ao longo da costa da Dalmácia contra o JNA e seus aliados. O ZNG também participou nas batalhas de Vukovar  e Osijek no leste da Eslavônia,  defendeu Dubrovnik  e contribuiu para a captura do quartel do JNA  e a Operação Furacão-91 (uma tentativa de empurrar o JNA fora da Eslavônia ocidental 
| Batalha | Data*                                        | Notas |
| --- | -------------------------------------------- | --- |
| Batalha de Gospić | 29 de agosto – 22 de setembro de 1991        | Defesa de Gospić e captura do quartel do JNA na cidade                                                                                         |
| Batalha de Šibenik | 16 a 22 de setembro de 1991                  | Defesa bem-sucedida de Šibenik e captura de parte do quartel do JNA na cidade                                                                  |
| Batalha de Zadar | 16 de setembro - 5 de outubro de 1991        | Defesa bem-sucedida de Zadar e captura de parte do quartel do JNA na cidade                                                                    |
| Batalha de Vukovar | 25 de agosto – 18 de novembro de 1991        | Defesa mal sucedida da cidade de Vukovar; interrompeu a campanha JNA na Croácia                                                                |
| Batalha de Osijek | Agosto de 1991 – junho de 1992               | Defesa bem-sucedida de Osijek, embora o ZNG tenha perdido algum terreno ao redor da cidade                                                     |
| Cerco de Dubrovnik | 1 de outubro de 1991 – 31 de maio de 1992    | Defesa bem sucedida da cidade de Dubrovnik |
| Batalha do Quartel | 14 de setembro - 23 de novembro de 1991      | Captura de um grande estoque de armas e munições do JNA, permitindo um aumento significativo na capacidade do ZNG                              |
| Batalha de Logoriste | 4–6 de novembro de 1991                      | Batalha indecisa para conter uma guarnição do JNA perto de Karlovac; a guarnição escapou de um cerco da ZNG, mas a ZNG capturou o quartel      |
| Operação Furacão-91 | 29 de outubro de 1991 – 3 de janeiro de 1992 | Ofensiva ZNG para recapturar a Eslavônia ocidental em torno da cidade de Okučani, interrompida por um cessar-fogo que implementa o plano Vance |
| *As datas referem-se à duração total da batalha; no entanto, as unidades de reserva do ZNG foram transformadas em unidades de reserva do HV em 8 de outubro e o restante do ZNG foi renomeado como HV em novembro. |                                              | |

## Legado
O HV continuou a crescer, totalizando cerca de 200.000 soldados no final de 1991.  Embora a força tenha combatido com sucesso o JNA naquele ano, o HV era deficiente em organização, treino e apoio de armas pesadas.  No final de 1991, o HV ainda não tinha recursos suficientes para fazer recuar o JNA e continuava a enfrentar um trabalho inadequado por parte do seu pessoal. No entanto, tal como o ZNG, beneficiou do elevado moral das suas tropas e do propósito bem definido da sua missão.  O crescimento e a melhoria sistemática da capacidade de alta tensão aceleraram em 1992, continuando durante a Guerra da Independência da Croácia .  O aniversário do desfile ZNG no Estádio da Rua Kranjčevićeva é comemorado anualmente na Croácia como o Dia das Forças Armadas e o Dia do Exército Croata. 